# 军事战术列表
軍事戰術列表，是將常見的軍事戰術整理出的列表。

## 常规戰術
- 利用优势天气（英语：Exploiting prevailing weather）
- 利用地理位置
- 集中兵力（英语：Force concentration）：集中優勢兵力，打擊敵人一部分力量，實現在特定區域以多打少的戰術。[1]
- 力量乘數
- 夜戰：在夜間進行作戰。
- 偵察
- 火攻：利用製造火災，將隱藏的敵軍士兵逼出；亦或是焚毀敵方輜重和糧草，以及造成敵方人員或經濟的傷害損失
- 砲戰
  - 集中火力:集中火力製造優勢，重點打擊或削弱敵方防禦佈署
- 心理战
  - 宣傳單張、政治宣传
- 一體化作戰
- 威懾理論
  - 恐懼、震撼彈

## 小單位戰術

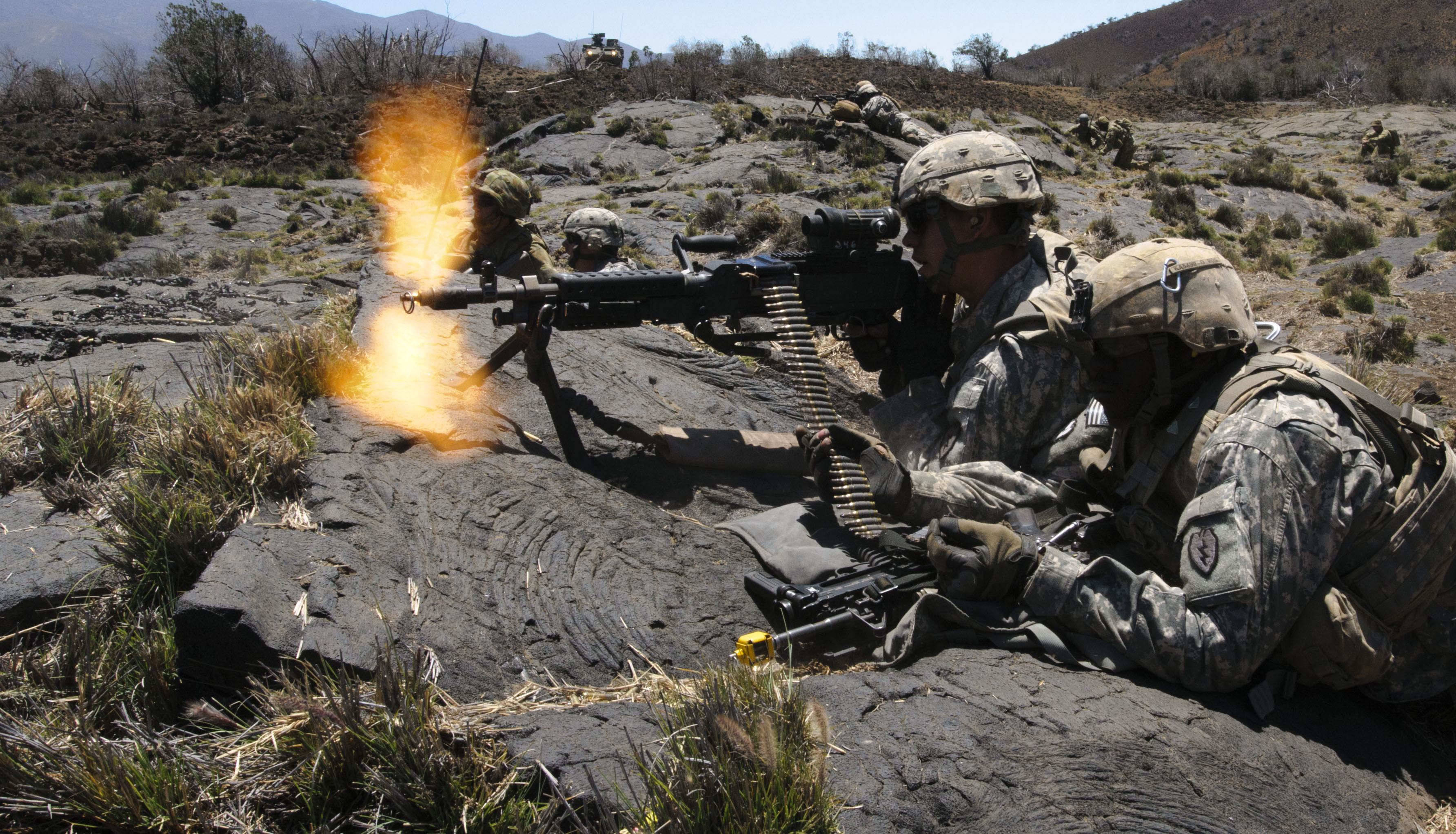
使用掩護射擊是現代小單位部隊戰術的重要部份

- 步兵小隊戰術（英语：Individual Movement Techniques）
  - 開火並轉移（英语：Fire and Movement）：（亦被稱爲跳躍戰術，Leapfrogging）適用於小隊協同作戰。一隻小隊以火力壓制敵軍的同時，另一隻小隊向敵軍方向接近，或是前往更爲理想的位置。
  - 基本演練（英语：Basic Drill）：應對襲擊的標準單兵演練。
  - 接敵演練（Contact Drill）
  - 立即伏擊演練（Immediate Ambush Drill）
  - 反伏擊演練（Counter Ambush Drill）
- 潛伏戰術（英语：Hull-down）：用於坦克等的裝甲戰。
- 射擊並轉移（英语：Shoot-and-scoot）：砲兵射擊後迅速轉移砲位的基本戰術。
- 滲透戰術
- 小部隊戰鬥（SUT，Small Unit Tatical）
- 行進射擊（英语：Marching fire）
  - 美國陸軍步兵班基本戰術（4F）：尋找、鎖定、側翼、消滅。（Find, Fix, Flank, Finish）
  - 監視（掩護）射擊（英语：Overwatch）
    - 掩護躍進（英语：Bounding Overwatch）

  - 中心脫離（英语：Center Peel）：步兵班或排交替掩護撤退的戰術。
- 軍事巡邏（英语：Patrolling）
  - 偵察巡邏（Reconnaissance Patrol）
  - 戰鬥巡邏（Fighting Patrol）
  - 常態巡邏（Standing Patrol）：如觀測站（英语：Observation post）（Observation Post，縮寫：OP）與監聽站（Listening Post，縮寫：LP）
- 伏擊（埋伏）
  - 線性伏擊（Linear Ambush）
  - L形伏擊（'L' Ambush）
  - 伏擊區（Area Ambush）
- 游擊戰

## 進攻戰術

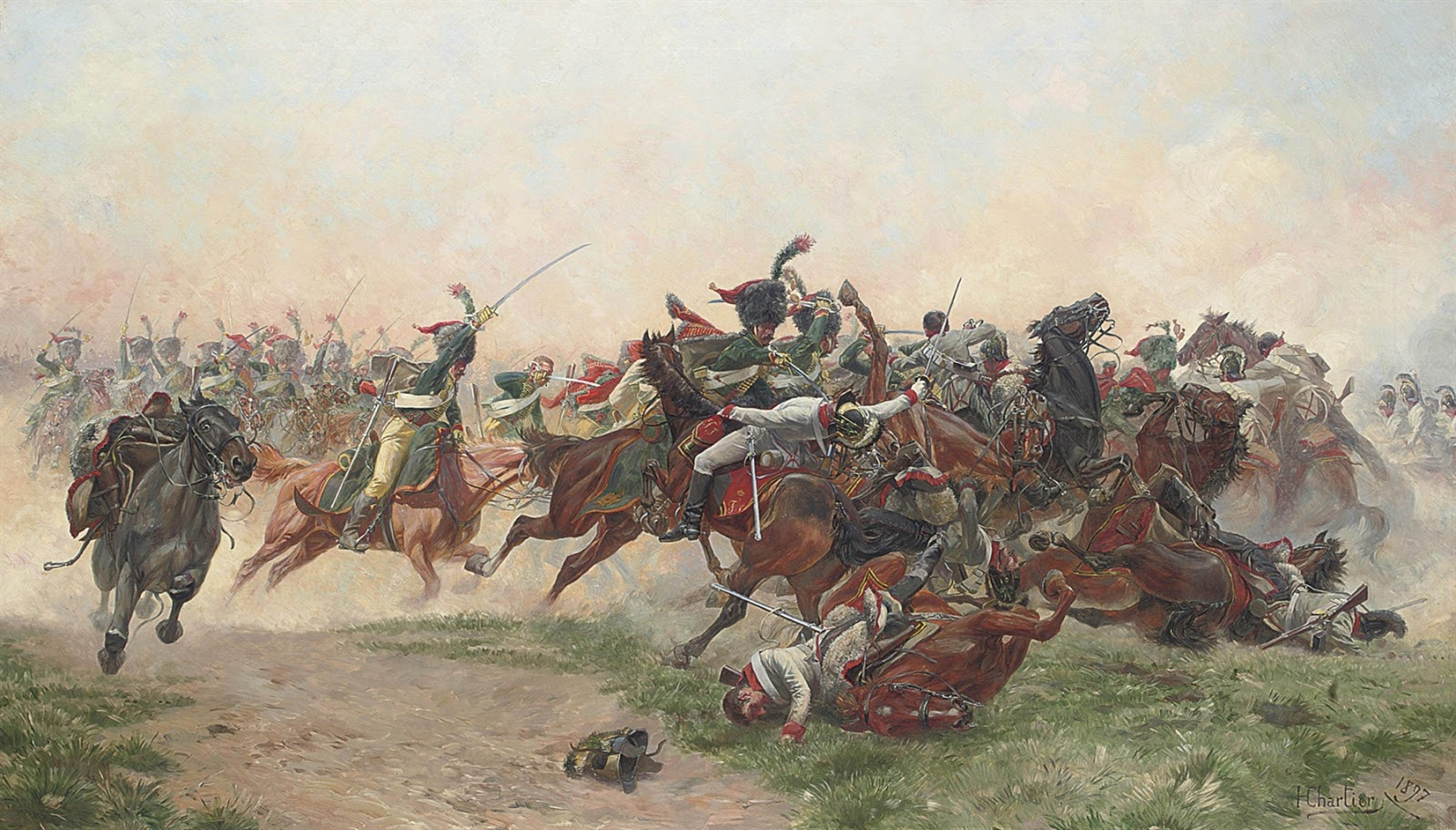
騎兵衝鋒是過去經典的軍事戰術。

- 衝鋒
  - 戰吼、烏拉！、萬歲衝鋒
- 高地衝鋒（英语：Charge）
- 埋伏
- 督戰隊
- 敢死隊
  - 死守、浴血作戰、強攻
- 散兵
- 壕溝襲擊（英语：Trench raiding）：詳見壕溝戰。
- 近戰
  - 刺槍術、白刃戰、搏擊術、武術、肉搏
- 和平滲透（英语：Peaceful Penetration）：利用民兵、戰俘或大量百姓等非武裝人員和戰術人員的方式，去入侵和襲擾敵國邊境和特定區域，又或占领具有戰略意義陣地，以及滲透敵方破壞軍事設施，還有製造邊境與海域的衝突，甚至是在敵國社會內部動盪的戰術。
  - 灰色地帶衝突、第五縱隊
- 快速支配
  - 閃電戰：其進攻部隊以能快速移動的裝甲部隊與機械化步兵為主，並輔以大量空中的密接支援，以求達到出其不意的效果。[2]
  - 地毯式轟炸：又稱為飽和轟炸，指航空器搭載大量航空炸彈，對某特定地域進行無特定目標的轟炸。[3]
  - 人海戰術
  - 縱深作戰：將大量戰力組成攻擊縱深，整條戰線同時發動攻擊，以快速、波狀、連續的攻擊衝擊前線，同時以大量空中及砲兵打擊前線後方，使敵人戰鬥組織崩潰、指揮體系癱瘓。
  - 衝擊戰術（英语：Shock tactics）：使用重騎兵或重裝步兵對敵人全速衝擊，藉以打擊敵方心理與士氣。
  - 蜂群戰術（英语：Swarming (Military)）
  - 密接支援
- 計畫攻擊
  - 直接火力支援（英语：Supporting fire）
  - 間接火力支援
  - 壓倒性火力支援
  - 火力支援部隊（英语：Base of fire）
  - 楔形陣（英语：Flying wedge）
  - 裝甲矛頭戰術（英语：Armoured spearhead）：以裝甲部隊為進攻前鋒主力的戰術。
  - 戰術轟炸、戰略轟炸
  - 包圍、反包圍、突圍
  - 錘鉆戰術（英语：Hammer and anvil）
  - 倒楔形陣（英语：Inverted wedge）
  - 正面攻勢（英语：Frontal assault）
  - 牽制攻擊（Holding attack）
  - 滲透戰術
  - 鉗形攻勢
  - 鉗形突擊（Pincer Assault）
  - 側翼運動（英语：Flanking maneuver）
  - 車輪戰
  - 突破戰術
  - 狼群戰術
- 阻絕作戰（英语：Interdiction）
  - 空中阻絕（英语：Air interdiction）
  - 水攻
- 控制主補給路線
  - 封鎖
  - 無限制潛艇戰
- 包圍戰術
  - 城牆工事（英语：Circumvallation）
  - 芬蘭口袋戰術：即蘇奧穆斯薩爾米戰役。
  - 攻城戰、城鎮戰
  - 垂直包圍（英语：Vertical envelopment）
    - 空中突擊
    - 空中機動部隊
- 快速部署
  - 占據要點
  - 空中戰爭
  - 空降作戰
  - 兩棲作戰
  - 快速反應部隊
  - 機動作戰
  - 摩托化作戰
  - 坦克運兵（英语：Tank desant）：蘇聯紅軍發展出來的戰術。
  - 機械化作戰（英语：Mechanized operations）
  - 裝甲戰
  - 襲擊
  - 速攻
- 先制戰（英语：Preemptive Strike）
- 資訊戰：截斷通訊（Disrupting Communications）
  - 電子反制
  - 雷達干擾（英语：Radar Jamming）
  - 無線電干擾
  - 認知作戰
  - 網路戰

## 防守戰術

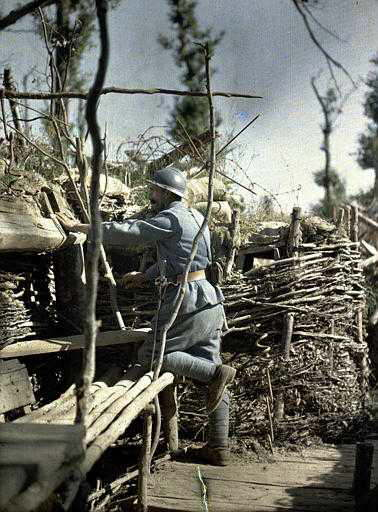
第一次世界大戰期間，常使用戰壕防禦。

- 基本原則
  - 縱深防禦
  - 相互支援：如交叉火力（英语：crossfire）
  - 方陣 (軍事)
  - 四週防禦（英语：All round defence）
- 戰鬥撤退
  - 預定爆破（Reserved demolitions）
  - 焦土政策
  - 詭雷
    - 地雷

  - 塹壕戰
- 反擊
  - 脫離
  - 反砲兵火力（英语：Counter battery fire）
  - 快速反應部隊
- 阻滯防禦（Delaying Defence）
  - 撤離（Break contact）
- 刺蝟防禦（英语：Hedgehog defence）：如大廈谷戰爭及突出部之役、古寧頭戰役、八二三戰役。
  - 軍事瓶頸（military bottleneck）：參見咽喉點。
  - 地道戰
- 拖式反戰車砲（英语：Pakfront）
- 要塞
  - 野外工事：塹壕戰
    - 間接防護
    - 護岸（英语：Revetting）
    - 石堆 (軍事)（英语：Sangar (fortification)）
    - Shell scrape（英语：Shell scrape）：一種臥式的散兵坑。
    - 人孔
    - 蛛網形散兵坑（英语：Spider hole）
    - 殊死戰、背水一戰

  - 堅強據點、加強點（Strong points）
- 利用與改建地形
  - 高勢地（英语：High ground）
  - 防衛
  - 天然屏障（英语：Natural barrier）：如河流、高山
  - 陷阱、落石
  - 人為障礙物
    - 鐵絲網
    - 反車輛壕溝
    - 反車輛護堤
- 多軸向運動

## 欺騙戰術
- 欺騙與佯動
  - 軍事欺騙：孫武與《孫子兵法》

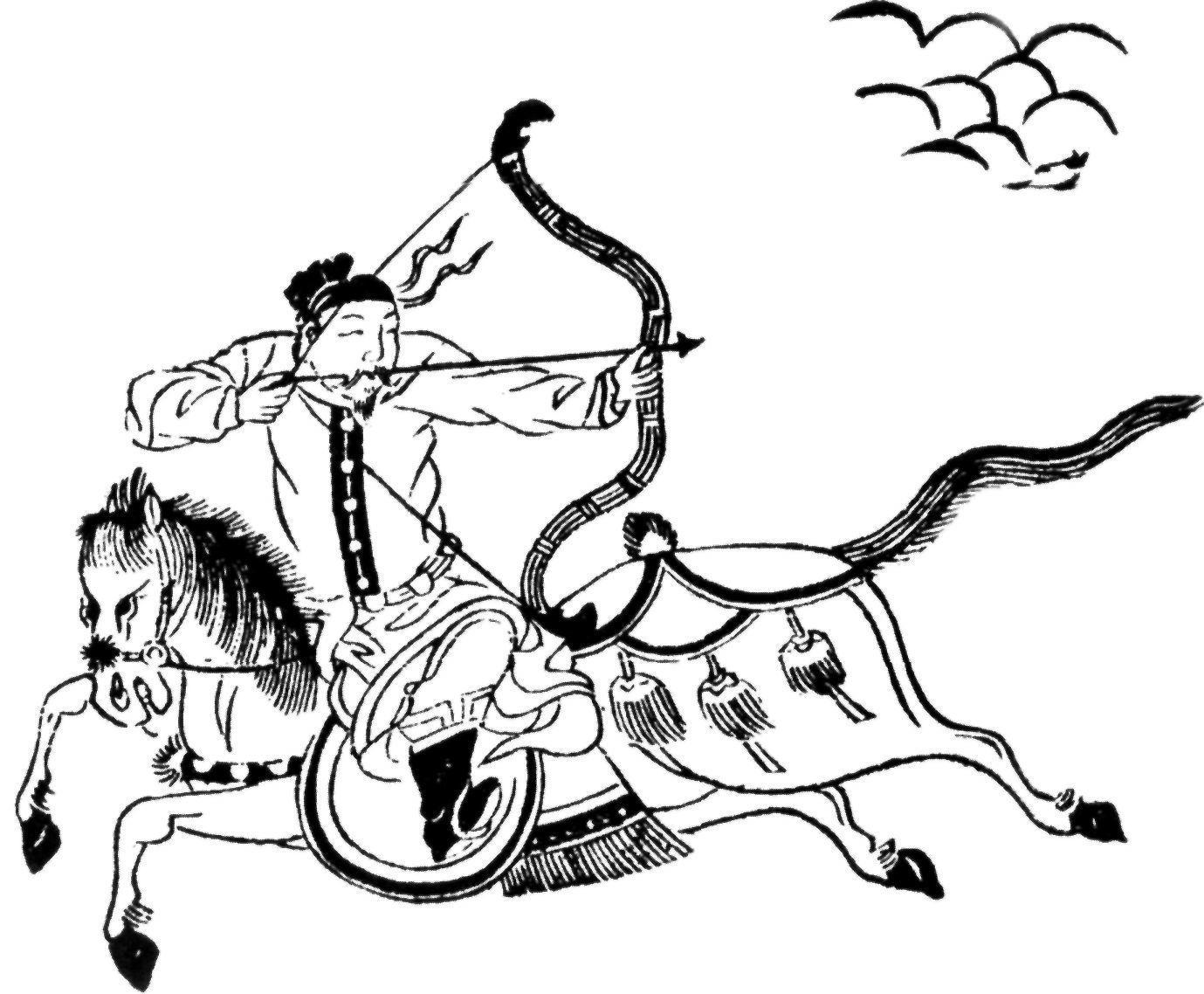
一個明朝軍隊的弓騎兵正準備射出一記回馬箭。

    - 背信棄義（英语：Perfidy）：在武裝衝突時利用標誌保護戰鬥人員或軍事設備，是《1949年日內瓦議定書》中明定禁止的欺詐行為。
    - 假旗行動

  - 空城計
  - 軍事偽裝
  - 低可偵測性技術
  - 假情报
  - 佯動或牽制攻擊
  - 反斜面防禦（英语：Reverse slope defence）
  - 電子作戰
  - 電子反制措施（Electronic countermeasures，縮寫：ECM）
    - 電子反反制措施（Electronic counter-countermeasures，縮寫：ECCM）
    - 無線電靜默

  - 火力加乘
- 奇襲
  - 安息回馬箭
  - 襲擾戰術（英语：Hit-and-run tactics）
  - 非正規作戰（英语：Irregular warfare）
  - 非對稱作戰
  - 釣野伏
  - 斩首行动
  - 突击队

### 引用
1. ↑  詳細介紹可參考论集中兵力
（页面存档备份，存于），姚建林。（简体中文）
2. ↑  Glantz 2010，Preface
3. ↑  Gooderson, Ian. . Psychology Press. 1998: 129  [2020-09-08]. ISBN 978-0-7146-4680-0. （原始内容存档于2020-11-21） （英语）.

### 來源
- |  | 本条目的部分内容翻译自英語維基百科条目並以知识共享-署名-相同方式共享4.0协议授权使用。原文作者列表請參閱其页面历史。 |
- 國防部雙語詞彙 （页面存档备份，存于）（繁體中文）
- 外文軍語統一譯名通報一OO年增訂本，中華民國國防部。（繁體中文）
- 國軍簡明美華軍語辭典 （页面存档备份，存于），中華民國國防部，2009年版. （繁體中文）